# Kieselwitzer Mühle

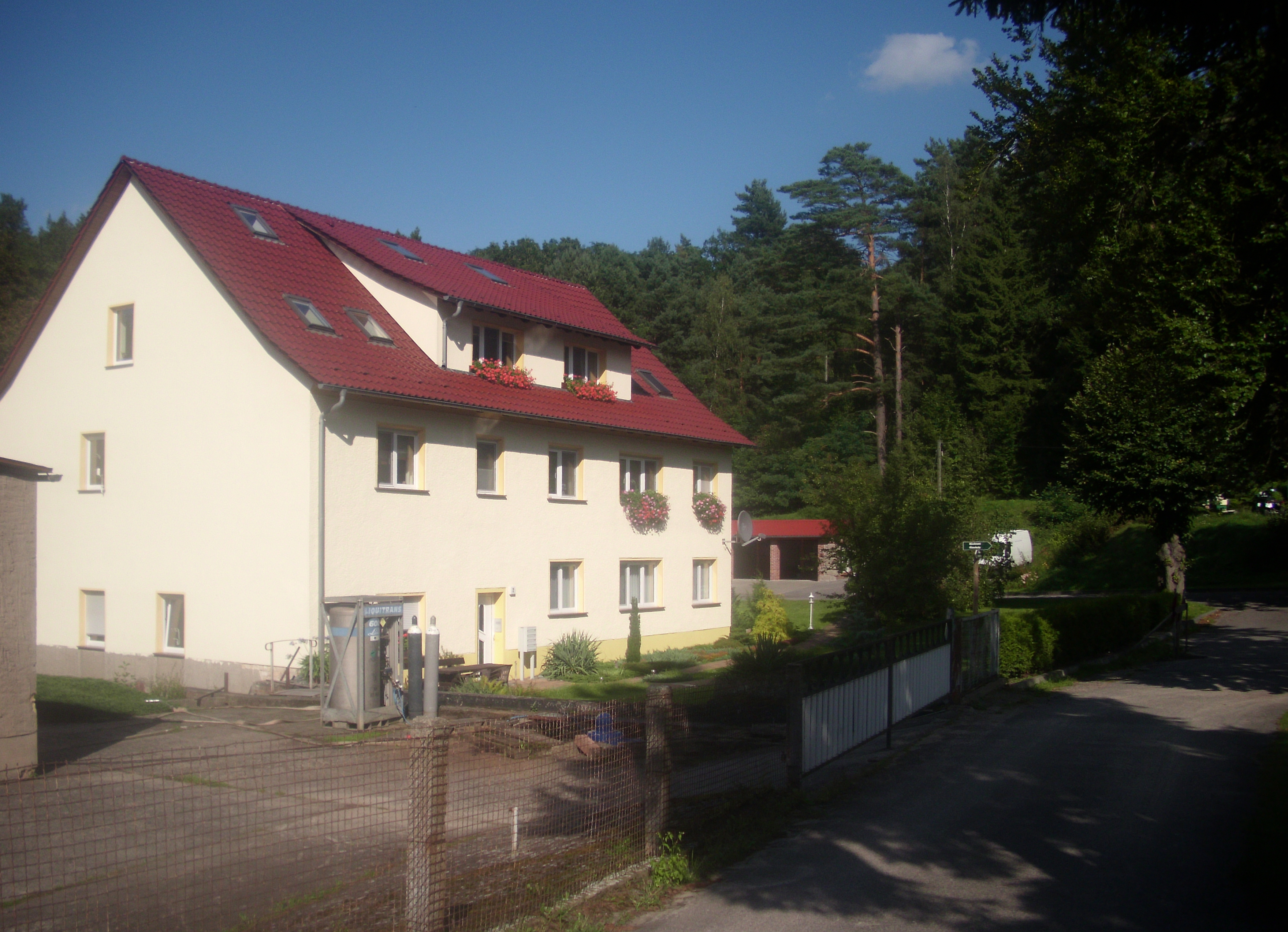
Kieselwitzer Mühle, Wohngebäude

Die Kieselwitzer Mühle befindet sich im Brandenburger Naturpark Schlaubetal zwischen Groß Briesen im Westen und Kieselwitz im Osten an der Schlaube. Nördlich der Mühle liegen die Bremsdorfer Mühle und die drei Treppelseen (Großer, Kleiner und Stiller), südlich von ihr der Wirchensee mit dem Standort der Schlaubemühle.

## Namensdeutung
Der Wortstamm kisaly = sauer bezeichnet einen Ort mit saurem oder nassem Boden in der altsorbischen Sprache. Die Namensableitung erfolgt durch den Anhang -ica Kyselica oder Kyslovica. Der namensgebende Ort an der Mühle findet sich erstmals am 17. Januar 1300 als villa Kyslicz, 1416 bzw. 1426 als Kyslowicz, 1428 bzw. 1438 Kyßilwicz, 1558 dann Kiselwiz.

## Umgebung
Auf den Wiesen ober- und unterhalb der Mühle sind Großseggen und Hochstaudenflure häufig, auf den regelmäßig bewirtschafteten Parzellen finden sich Kohldisteln. Es gibt Weidengebüsch und kleinere Stücken Erlen-Bruchwald, dieser enthält einige Farnarten, Seggen, Sumpfschwertlilien, Sumpfkalla, Wasserfedern und Waldgeißblatt.
Man trifft Teich- und Kammmolch, Wald- und Zauneidechsen, Blindschleichen und Ringelnattern, mitunter begegnete man auch der Schlingnatter. Vertreter der vielfältigen Insektenwelt sind Admiral, Distelfalter, Kaisermantel, Goldleiste, Hirschkäfer, Lederlaufkäfer, Ölkäfer und Sägebock. Bemerkenswert war der Erstnachweis der Zweigestreifte Quelljungfer südlich der Bremsdorfer Mühle.
In den Kieselwitzer Teichen leben neben Forellen und Karpfen auch Schleien, Störe, Weißfische und Welse.

## Geschichte

### Bis 1945
Die erste urkundliche Erwähnung der mole zu Kyslowicz stammt aus dem Jahr 1420, die Mahlmühle zinste dem Kloster Neuzelle in jener Zeit vierteljährlich 10 Scheffel Korn. Nach dem Dreißigjährigen Krieg wurde sie auch als Schneidemühle genutzt. Nachdem sie 1659 vollständig abgebrannt war, wurde an dieser Stelle wieder eine Mühle mit Unterstützung des Ordensmeisters des Ordensamtes Friedland errichtet.
Der Müller war 1710 der Mühlenmeister Michael Güloff, seine Familie blieb bis 1850, es findet sich jedoch 1711 die Nachricht, dass der Erbmüller Johann (Hanß) Müller auf der Kieselwitzer Mühle sitzt und die Mühle mindestens bis 1789 in der Familie blieb. Daher kann man davon ausgehen, dass die Müller sich die Gewerke aufteilten. Im 19. Jahrhundert wurde die Mühle zusätzlich mit drei Tuchrauh-Maschinen ausgestattet.
Zwischen 1903 und 1911 wurde die Mühle von dem mutmaßlichen Millionär Oswald erworben. Er ließ Arbeiter aus Italien kommen, welche die Teichanlage umbauten und einzelne Fischteiche anlegten, für das Bewässerungssystem wurde eine Betonrinnenanlage erbaut. Um die Forellenzucht erfolgreich zu beginnen, kaufte er die Besatzfische in den USA. Es befanden sich 1908 an der Schlaube 15 Teiche mit etwa 15 Hektar Fläche. Die Teiche waren ein bis zwei Meter tief und dienten der Erwerbsfischerei. Nachdem der Mühlenbesitzer Oswald ohne ausreichende Sicherheiten an andere Unternehmer Geld verliehen hatte, ging er nach deren Konkursen selbst pleite. Die Mühle wechselte bis 1928 mehrfach den Besitzer. Im Jahr 1919 verwaltet von Friedrich Hinz, folgten die Besitzer Karras, Josef Möllenbrink und Karschinski. Diese betrieben neben der Mühle Spargelanbau und Forellenzucht, um die Inflationszeit zu überstehen. Wilhelm (Willi) Kleeschulte kaufte 1928 das Mühlenanwesen und bewirtschaftete es bis 1943. Er stellte den Mahlbetrieb 1930 ein. In den 1930er-Jahren wurde das Sägewerk stillgelegt und die Mühle zu einer Gaststätte mit Tanzfläche im Freien umgebaut. Bis zum Ende des Zweiten Weltkrieges war das gesamte Anwesen an Alwin Schulze verpachtet.

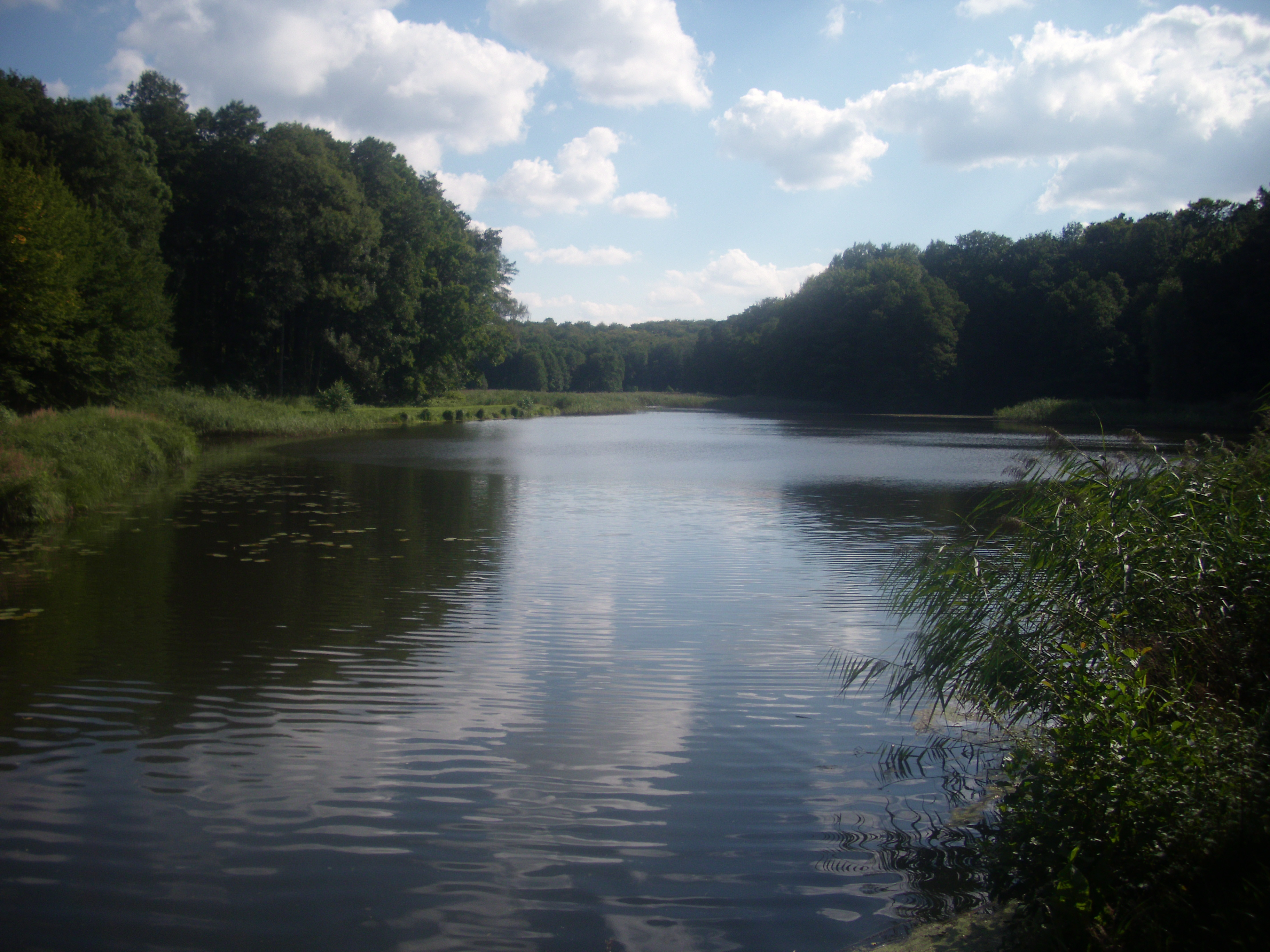
Teich an der Mühle
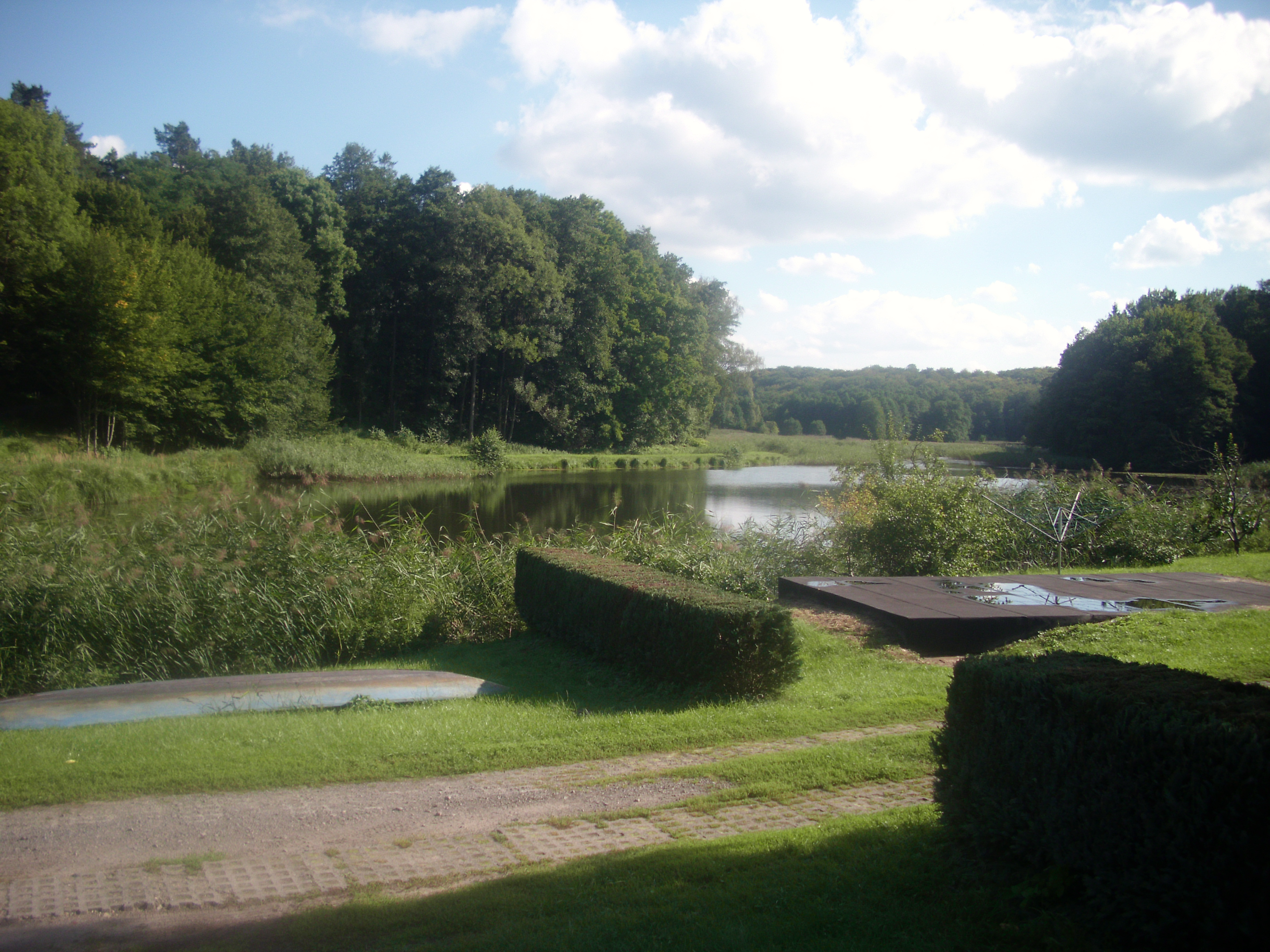
Teich an der Mühle mit Resten der Altanlage
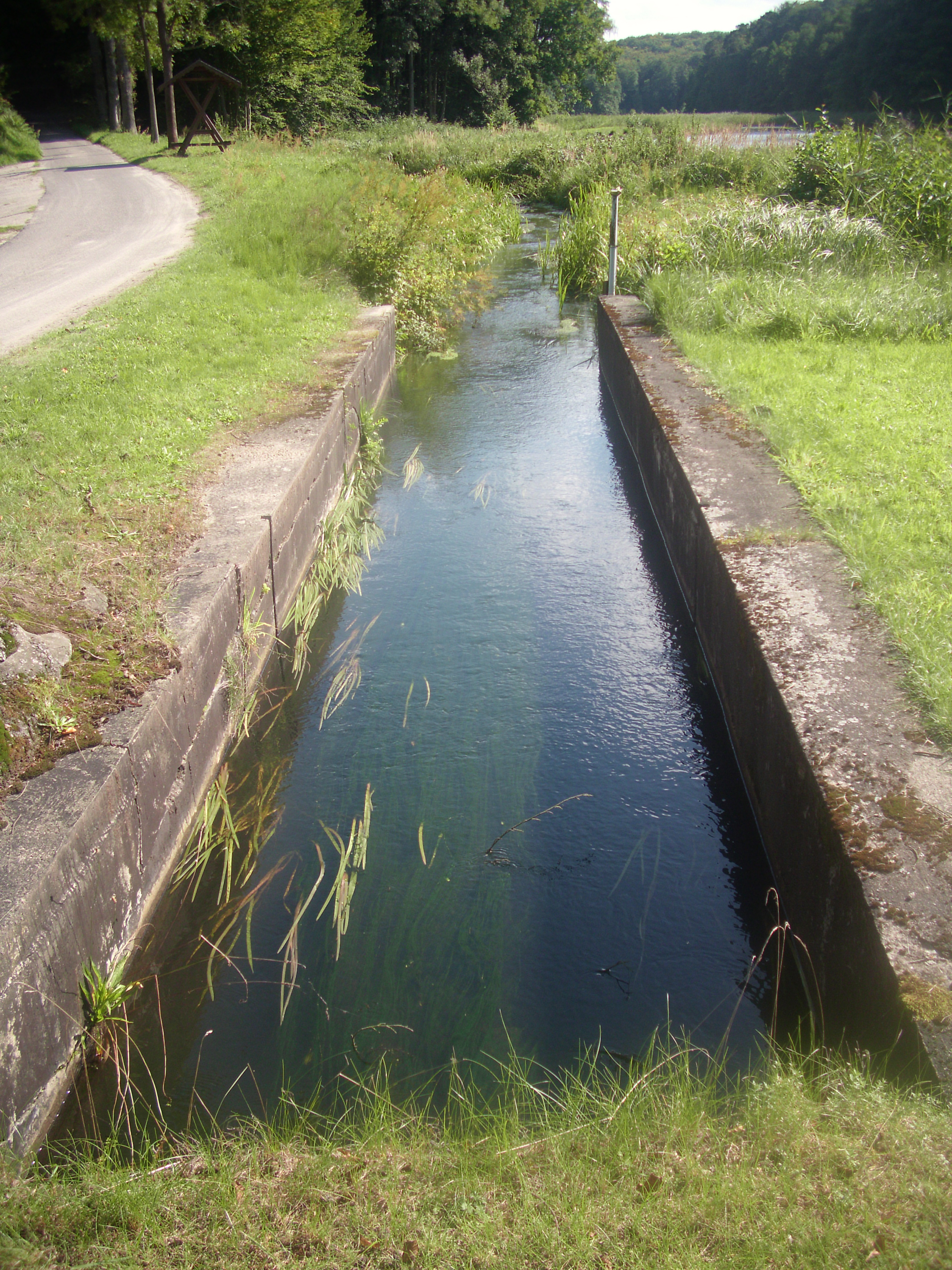
Teil der Betonrinnenanlage am Teich
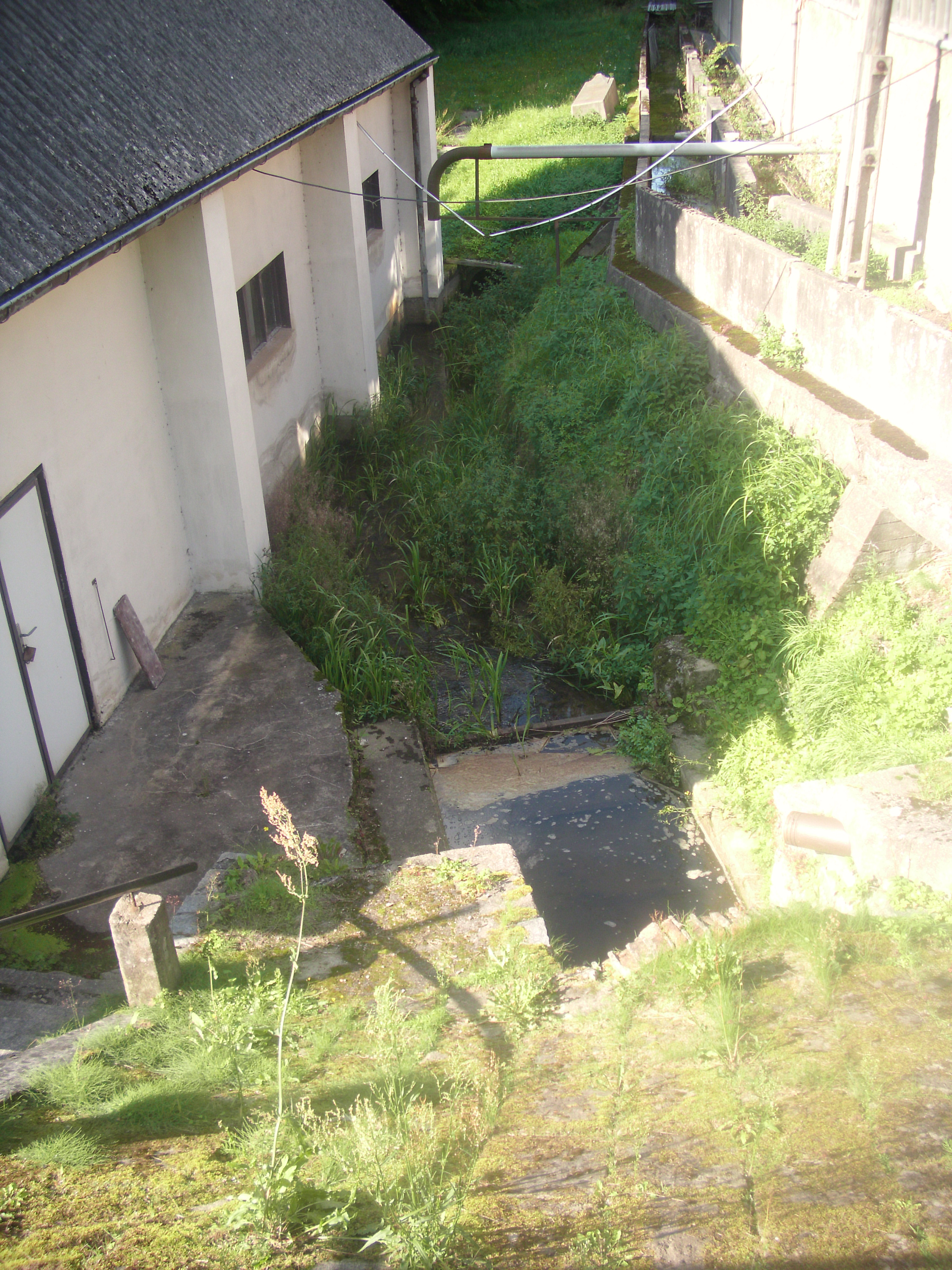
Teil der Betonrinnenanlage an der Mühlenanlage

### Nach 1945
Nach dem Kriegsende wurde, wie überall, das Mühlengrundstück mit den Teichen eingezogen und in Volkseigentum überführt. Ernst Gürtler pachtete im Jahr 1950 das Grundstück, führte die Gastwirtschaft weiter und bestellte neben der Forellenzucht ein paar Morgen Land. Die gastronomische Nutzung erfolgte bis etwa 1958. Im September 1959 übernahm der VEB Binnenfischerei die Kieselwitzer Mühle und Hubert Gürtler, Sohn des bisherigen Pächters, wurde die Leitung des Betriebes bis 1980 übertragen. Die Räumlichkeiten der ehemaligen Gaststätte wurden zu einem Wohnhaus (1969–1970) umgestaltet, das den Arbeitskräften zur Verfügung stand.
Die neu errichteten Anlagen der Zwischenbetrieblichen Einrichtung ZBE Satzfischproduktion Frankfurt (Oder), Sitz Müllrose, die seit 1972 industriemäßig Forellensetzlinge erbrüteten und bis zu einem Gewicht von 15 bis 25 Gramm aufzogen, produzierten 1979 etwa zehn Prozent der in der DDR gemästeten Regenbogenforellen. Die nötigen befruchteten Eier kamen aus dem Forellenzucht-Zentrum Potsdam. Auch die neu errichtete Zuchtanlage an der Bremsdorfer Mühle erhielt von hier jährlich etwa 2,3 Millionen Besatzfische. Neben Regenbogenforellen wurden Bachforellen produziert.
Die Treuhandanstalt übernahm 1991 den Betrieb der ZBE Satzfischproduktion, daraus ging die Schlaubefisch eG hervor. Hubert Gürtler und seinem Sohn Frank wurde es möglich, 1996 Eigentümer der Kieselwitzer Mühle zu werden. Sie bewirtschaften 20 Teiche mit 15 Hektar Fläche, noch immer als Erwerbsfischer, und züchten unter anderem Karpfen. Es gab im Landesfischereiverband Brandenburg im Jahre 2008 nur noch 34 Karpfenzüchter.